# 이태선
이태선(李太善, 1993년 7월 16일 ~ )은 대한민국의 배우이다.

## 정보
1. 반려견의 이름은 뭉이이다.
2. 운동을 좋아한다 밝힌 바 있다.
3. 옷에 관심이 많은 편이 아니지만 최근들어 신경쓰는 편이라 밝혔다.
4. 팬덤명은 '선키스트' 이다
5. 데뷔작 '딴따라' 시절 경험삼아 본 오디션이였지만 예상과 다르게 합격해서 놀랐다고 한다. (노래, 춤 등 준비한게 많았음)
6. 대학생 시절 댄스동아리에 소속되었던 적이 있다.
7. 라디오에서 매니저의 공개구혼을 주선한 경험이 있다.
8. 완전 집돌이는 아니지만 그렇다고 막 밖에 나도는 편도 아니다.
9. 주량은 한병이며 주로 Like a first time을 즐겨 마신다.
10. 주사는 잠이다.
11. 독수리 타자이다.
12. 가끔 따릉이를 애용한다.
13. 꼬박꼬박 소식을 전하는 편은 아니다. 본인도 이를 힘들어하지만 최근엔 노력중이라고 밝혔다.
14. MAKE IT COUNT라는 말을 좋아한다.
15. 이태선은 데뷔 후 첫 인터뷰 때 가장 존경하는 선배님은 누구냐는 질문에 차태현 배우를 뽑았지만 후에는 류승범 배우를 뽑았다. 이유는 독보적이면서 솔직한 배우가 되고싶기 때문이라 밝혔다.
16. 한때 맥도날드 슈비버거에 빠졌으나 후에는 슈슈버거를 추천했다.
17. 걱정이 많으면 악몽을 잘 꾸는 편이다.
18. 손으로 하는 것을 잘 못하는 편이다.
19. 런에 함께 출연한 배우 지성, 황희, 강기영과 런티스트라는 모임으로 친하게 지내는 편이다.
20. 네이버 NOW 이즈의 일기에 매주 출연할 때마다 비를 몰고 왔다.
21. 모자나 안경같은 아이템들을 좋아한다.
22. 유치원 시절 첫 사랑 앞에서 쿵따리샤바라를 추고 암묵적으로 차였다.
23. 호빵, 꿀빵, 붕어빵 중 호빵을 택했다.
24. 야식 픽은 떡볶이와 순대 + 순대내장을 고른 경험이 있다.
25. 아이스 아메리카노를 매우 좋아한다.
26. 잠과 밥 중 잠을 택했다.
27. 무슨 관계이든간에 상대방에게 여지를 남기는 것을 즐겨하는 편이다.
28. 친구들 사이에서 잔소리 포지션을 맡고있다.
29. 초코 아이스크림을 좋아하지만 민트초코는 좋아하지 않는다.
30. 덥지도 않고 춥지도 않은 날씨를 좋아한다.
31. 본인 피셜 밀당을 못한다.
32. 딴따라 시절 극에 몰입하기 위해 아들 역으로 출연했던 조연호 군에게 실제 아빠라고 불러달라 한 적이 있다, 실제로 촬영 내내 아빠라 불렀다고 한다.
33. 17살에 '연극과 친해지기'라는 연극 체험 프로그램을 다녀온 뒤로 배우라는 직업에 흥미를 가졌다. 이후 겉멋으로 연기를 시작했으나 이제는 진심이 되었다 한다.
34. 아이들을 좋아하는 편이다.
35. 네이버 NOW 헤이즈의 일기에서 톤온톤이라는 단어를 톤엔톤, 톤인톤으로 헷갈려했다.
36. 살이 찌고 빠지는 주기가 매우 짧다, 운동과 친해서 그런것이라 추정해본다.
37. 팬카페 관리가 잘 안된다. 이건 전적으로 소속사의 문제다.
38. 21살에 친구 따라 의경시험에 응시한 뒤 나란히 합격해 일찍 군대에 다녀왔다.
39. 사랑은 뷰티풀 인생은 원더풀 촬영 중 김청아(설인아) 분에게 노래를 불러주는 장면에서 매우 당황했었다. 이유는 가요를 잘 듣지 않아 그 노래를 잘 몰랐던 것. 자신이 못하면 극 중 몰입도에 깨질까 전날 대본을 받고 밤 10시 촬영 이후에도 집에서 노래를 계속 들으며 혼자 중얼거렸다고 한다. 어머니께서 너 뭐하니? 라고 물었다고.
40. 노래를 좋아한다, 대극장까진 아니더라도 소극장 뮤지컬은 해보고 싶다고 밝혔다. 그러나 음악에 조예가 깊지 않아 자신이 유일하게 좋아하는 것은 노래 부르기라 말했다.
41. 작품을 욕심내기 보다는 실력과 소양을 먼저 쌓는 것이 먼저라 생각해 스태프를 하며 현장을 눈에 먼저 익혔다고 데뷔 초 인터뷰에서 공개한 바 있다.
42. 군 복무 당시 연기에 대한 갈증이 컸다고 데뷔 초 인터뷰에서 공개한 바 있다.
43. 배우 최민식, 송강호 님과 연기해보고 싶다며 역시 이 또한 데뷔 초 인터뷰에서 밝혔다.
44. 딴따라 촬영에 임하기 전 PD님의 다이어트가 필요할 것 같다는 말에 하루에 운동을 4시간씩 하여 2주만에 8KG을 감량하였다고 한다.
45. 대학생 시절 츄리닝에 슬리퍼를 즐겨 입었다.

## 학력
- 영동고등학교
- 경희대학교 연극영화과

## 출연작

### 드라마
- 2016년 SBS 수목드라마 《딴따라》 - 나연수 역
- 2017년 MBC 단막극 《세가지색 판타지 - 반지의 여왕》 - 변태현 역
- 2017년 tvN 수목드라마 《슬기로운 감빵생활》 - 고등학생 김제혁 역 (김제혁(박해수) 아역)
- 2018년 OCN 월화드라마 《애간장》 - 신주환 역
- 2018년 KBS2 수목드라마 《슈츠》 - 서기웅 역
- 2018년 JTBC 금토드라마 《내 아이디는 강남미인》 - 유진 역
- 2019년 tvN 주말드라마 《호텔 델루나》 - 연우/박영수 역
- 2019년 KBS2 주말드라마 《사랑은 뷰티풀 인생은 원더풀》 - 강시월 역
- 2019년 KBS2 단막극 《KBS 드라마 스페셜 - 렉카》 - 정태구 역
- 2021년 왓챠 웹드라마 《옆집 마녀 제이》 - 이우빈 역
- 2023년 tvN 《청춘월담》 - 김명진 역
- 2025년 KBS2 수목드라마 《남주의 첫날밤을 가져버렸다》 - 성현군 이규 역

### 예능
- 2020년 tvn 《RUN》

- 2020년 SBS 《진짜 농구, 핸섬타이거즈》

### 영화
- 2020년 《새장》 - 준호 역

### CF
- 뱅크샐러드
- 갤럭시 S10
- 신라면 블랙 두부김치
- 호가든 보타닉

## 수상 및 후보
| 연도 | 시상식       | 부문                 | 작품 | 결과 |
| ---- | ------------ | -------------------- | ---- | ---- |
| 2019 | KBS 연기대상 | 남자 연작 · 단막극상 | 렉카 | 후보 |